# Bezirksmuseum Wieden

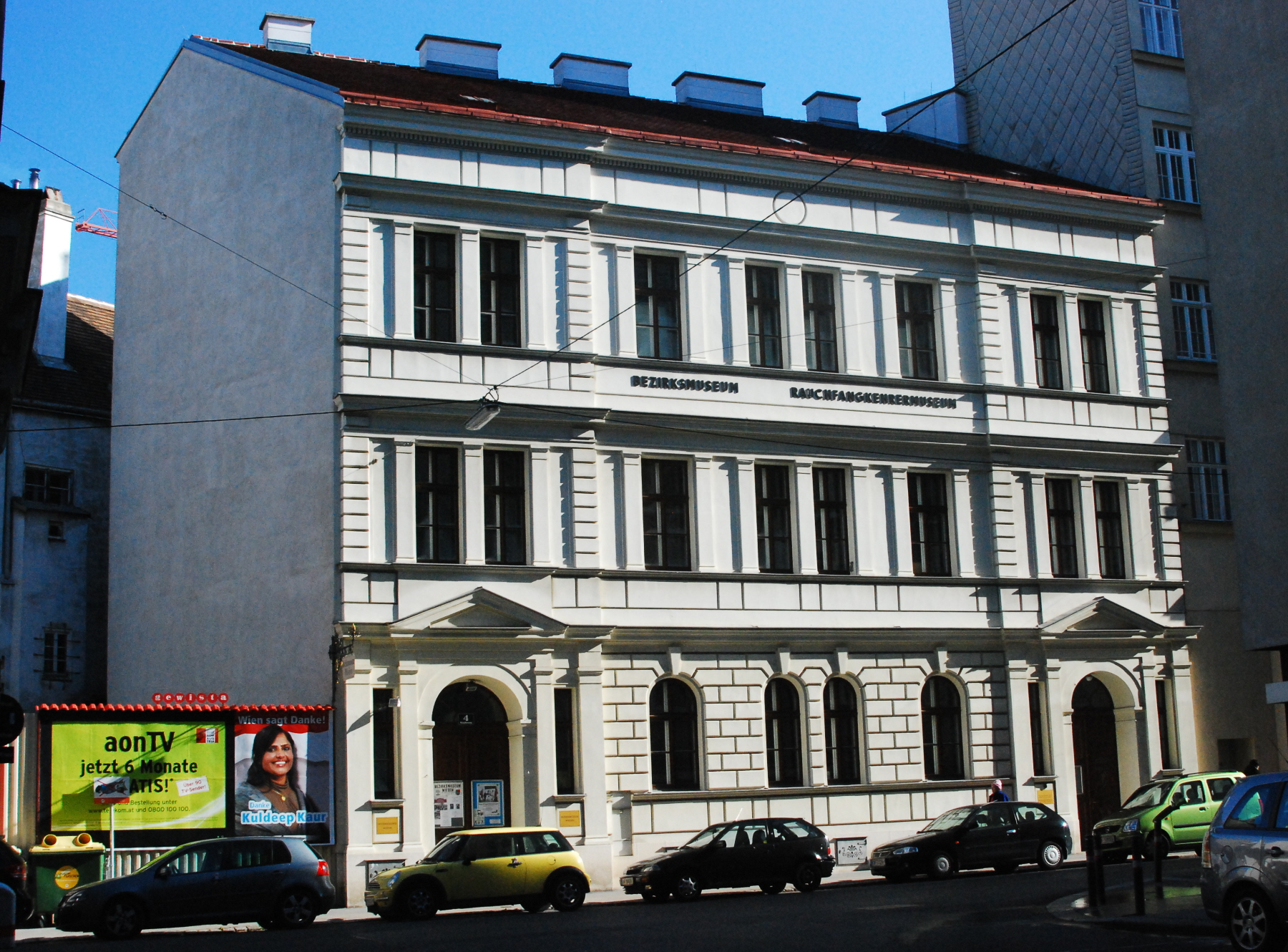
Bezirksmuseum Wieden und Rauchfangkehrermuseum

Das Bezirksmuseum Wieden ist ein dem 4. Wiener Gemeindebezirk Wieden gewidmetes Bezirks- und Heimatmuseum an der Adresse Klagbaumgasse 4.
Das Bezirksmuseum Wieden wurde im Jahre 1952 gegründet und fand seine erste Bleibe im Amtshaus, damals Preßgasse 24. Nach der 1968 erfolgten Übersiedlung des Amtshauses in die Favoritenstraße 18 wurden bereits Kleinausstellungen veranstaltet. Erster Museumsleiter wurde Hans Kloser-Homma.
Nach der Schließung des 1893 errichteten Städtischen Volksbades (im Volksmund „Tröpferlbad“) im Jahr 1978 wurde das Bezirksmuseum in dem nunmehr denkmalgeschützten Haus eingerichtet. Von 1992 bis 1995 wurde das Haus generalsaniert und das Museum neu gestaltet.
Auf Anregung des Bundesdenkmalamts und auf Wunsch von Bürgermeister Zilk wurde der Duschsaal der Männer im 1. Obergeschoß erhalten und als Ausstellungsraum genützt. Zurzeit wird an der Einrichtung des neuen „Tröpferlbad-Museums für Hygiene und Gesundheit“ gearbeitet, das die Geschichte der Wiener Institution „Tröpferlbad“ und wichtige Stationen der Geschichte der Seuchen und ihrer Bekämpfung in Wien erzählt.
Das Bezirksmuseum Wieden erinnert im Ausstellungsraum im Erdgeschoß, der auch als Veranstaltungsraum für Vorträge genutzt wird, an Theater, Literatur, Musik und bildende Kunst auf der Wieden. Im 1. Obergeschoß wird die politische Geschichte der Wieden vom frühen Mittelalter bis zur Gegenwart erzählt und die historische Entwicklung bedeutender Gebäude und Stadträume nachgezeichnet.
Von 1995 bis 2017 leitete Felix Czeipek das Museum, seit 1. Mai 2017 ist Philipp Maurer der Leiter.
Im 2. Obergeschoß des Gebäudes befindet sich das Wiener Rauchfangkehrermuseum.